# Saarbataljonen
Saarbataljonen eller Zarbataljonen var en svensk fredsstyrka under mandat under Nationernas förbund, som verkade mellan december 1934 och februari 1935. Förbandet var förlagt till Kreis Merzig i Saar.

## Historik
I samband med Versaillesfreden 1920 bildades territoriet Saarland, och ställdes under franskt styre under en 15-årsperiod, med mandat från Nationernas förbund. I januari 1935 planerades en folkomröstning i Saarland, där invånarna röstade om de skulle tillhöra Frankrike, Tyskland eller kvarstå som mandat under Nationernas förbund. 
Frankrike hade rätt att sända in militärpersonal i området, men Tyskland skulle inte godkänna folkomröstning om fransk militär övervakade den. Då erbjöd sig Storbritannien att övervaka omröstning med militärpersonal. Samtliga parter gick med på den lösningen, och genom mandat från Nationernas förbund bildades en styrka bestående av militärpersonal från Storbritannien, Italien, Nederländerna och Sverige.
Då Sverige inte hade något stående förband att skicka, och utbildningstiden för svenska värnpliktiga sänkts genom försvarsbeslutet 1925, bedömdes de ej tillräckligt utbildade för att skickas till Saarland. Det bildades istället ett förband bestående av före detta fast anställda militärer, underbefäl och befälselever från infanteriet. De svenska officerarna hämtades från infanteriregementen. Totalt bestod styrkan av 261 personer, av dem var 50 personer aktiva befäl. Styrkan var en så kallad svag bataljon, med en stab och två gevärskompanier, och ryckte in den 16 december 1934 för snabbutbildning på Svea livgarde (I 1). Styrkan avreste den 20 december och var framme i Saarbrücken den 22 december, där bataljonen mönstrades av den brittiske generalen John Brind, som förde befäl över NF-styrkorna.
Den svenska styrkan grupperades i det relativt lugna Kreis Merzig. Staben grupperades i staden Merzig, ett kompani i Beckingen, och en pluton i Mettlach. Övervakningen av området hade fördelats till Sverige, då det ansågs passa de oerfarna svenskarna. 
Styrkans mandat var att upprätthålla ordningen och skydda folkomröstningen, och fick endast sättas in om den lokala polisen misslyckades med att upprätthålla ordningen.
Den 13 januari 1935 röstade invånarna Saarland. Den svenska styrkan fick i uppgift att samla in valurnorna, och sedan skicka dem till brittiska styrkan i Saarbrücken. Två dagar senare, den 15 januari, meddelades resultatet av omröstningen, och 90,3 procent av invånarna hade röstat för att Saarland skulle förenas med Tyskland, 8,8 procent ville kvarstå som mandat under Nationernas förbund och 0,4% röstade för en anslutning till Frankrike. Den internationella omröstningskommissionen ledes av en svenska landshövding Allan Rodhe.
Det svenska styrkan blev kvar i Saarområdet fram till den 18 februari, och upplöstes i Stockholm den 23 februari. Den 1 mars 1935 förkunnades Saarområdets anslutning till Tyskland.
I samband med firandet av Internationella fredssoldatdagen den 29 maj 2013, hedrades svenskar som verkat i utlandsmissioner, bland annat Berndt Enström från Kristianstad. Berndt var vid den tidpunkten 99 år och Sveriges äldsta utlandsveteran, och även den enda levande utlandsveteran som verkat under NF-flagg.